# Nhà tập thể

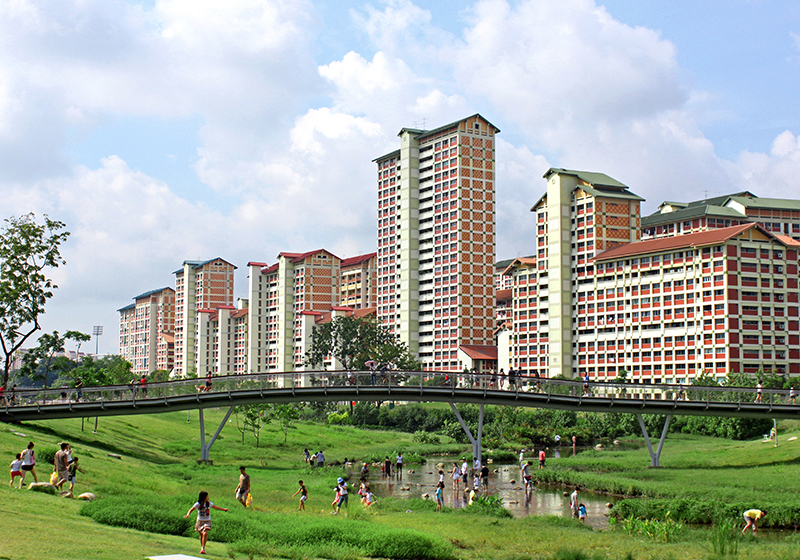
Nhà tập thể ở khu Bích Sơn, Singapore. Các cách phát triển khu dân cư tập thể của Singapore trải dài từ các đơn vị nhỏ cho đến các chung cư cao cấp, đóng góp tới 90% tỷ lệ sở hữu nhà ở, nằm trong top đầu trên toàn thế giới.

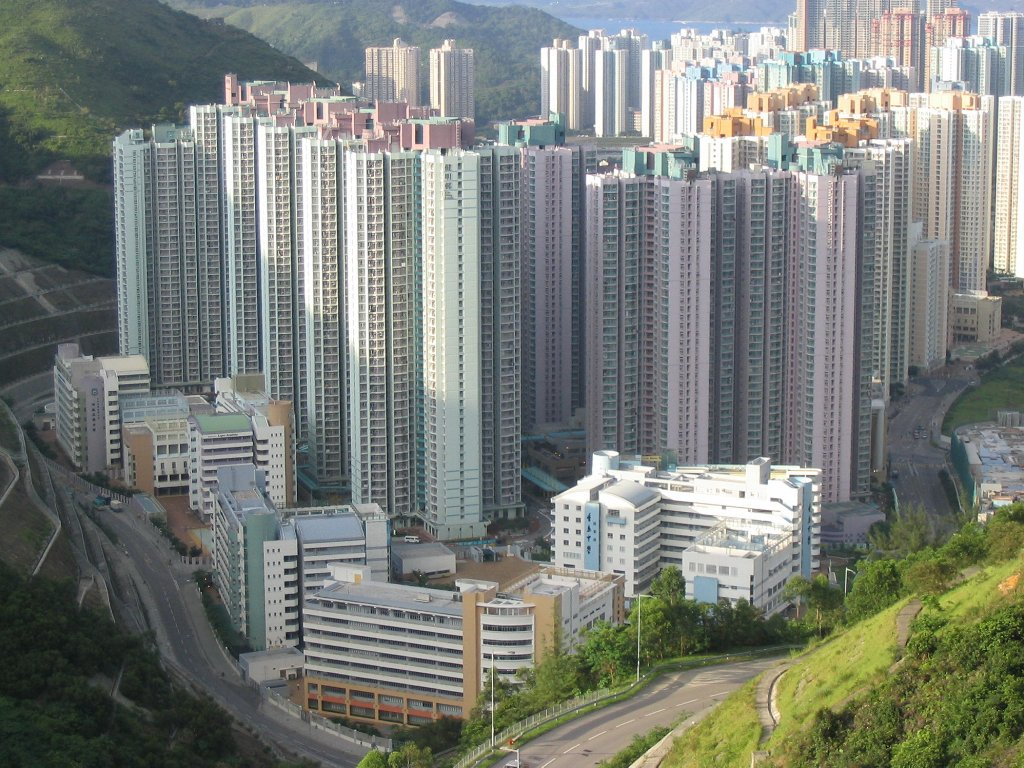
Tổ hợp nhà tập thể ở khu Tương Quân Áo, Hồng Kông. Khu Kiện Minh Thôn bao gồm 10 tòa nhà, cung cấp nơi ở cho xấp xỉ khoảng 22.000 người. Năm 2020, có 2.112.138 người được xác định là cư dân nằm trong các khu tập thể, chiếm 28% tổng dân số Hồng Kông.

Nhà tập thể là một dạng nhà riêng trong đó bất động sản thường do nhà chức trách có thẩm quyền sở hữu, có thể là cấp trung ương hoặc địa phương. Mặc dù mục tiêu phổ biến của mô hình nhà tập thể là để cung cấp nhà ở giá cả phải chăng, nhưng các văn bản chi tiết, thuật ngữ, định nghĩa về hộ nghèo và các tiêu chuẩn khác về việc cấp phát thì rất đa dạng tùy theo những hoàn cảnh khác nhau.
Nhà ở xã hội là bất kỳ nhà cho thuê nào có thể do nhà nước hoặc tổ chức phi lợi nhuận sở hữu và quản lý, hoặc là sự kết hợp của cả hai, thường với mục tiêu cung cấp nhà ở giá cả phải chăng. Nhà ở xã hội nói chung được chính quyền các cấp cung ứng theo định lượng thông qua một số hình thức kiểm kê tài sản hoặc thông qua các thước đo hành chính về nhu cầu nhà ở. Người ta có thể công nhận nhà ở xã hội là cách giải quyết đầy tiềm năng cho việc bất bình đẳng nhà ở.